# Sävastön
Sävastön är ö belägen mellan Luleälven och Sävastån sydväst om Sävast i Bodens kommun.